# Saint-Gengoulph
Saint-Gengoulph [sɛ̃ ʒɑ̃ɡulf] ist eine französische Gemeinde mit 153 Einwohnern (Stand: 1. Januar 2022) im Département Aisne in der Region Hauts-de-France (frühere Region: Picardie). Sie gehört zum Arrondissement Château-Thierry und zum Kanton Villers-Cotterêts.

## Geographie
Die nach dem heiligen Gangolf benannte Gemeinde Saint-Gengoulph liegt am Bach Ru de Saint-Gengoulph, der im Süden des Gemeindegebiets in den Clignon, einen linken Zufluss des Ourcq, mündet. Im Norden der Gemeinde liegt der Ortsteil Chevillon, im Süden Vinyl. Nachbargemeinden von Saint-Gengoulph sind Dammard und Monnes im Norden, Hautevesnes im Osten, Veuilly-la-Poterie im Südosten, Gandelu im Süden sowie Chézy-en-Orxois im Westen.

## Bevölkerungsentwicklung
| Jahr                       | 1962 | 1968 | 1975 | 1982 | 1990 | 1999 | 2006 | 2016 | 2022 |
| Einwohner                  | 139  | 128  | 108  | 92   | 83   | 141  | 145  | 147  | 153  |
| Quellen: Cassini und INSEE |      |      |      |      |      |      |      |      |      |

## Sehenswürdigkeiten

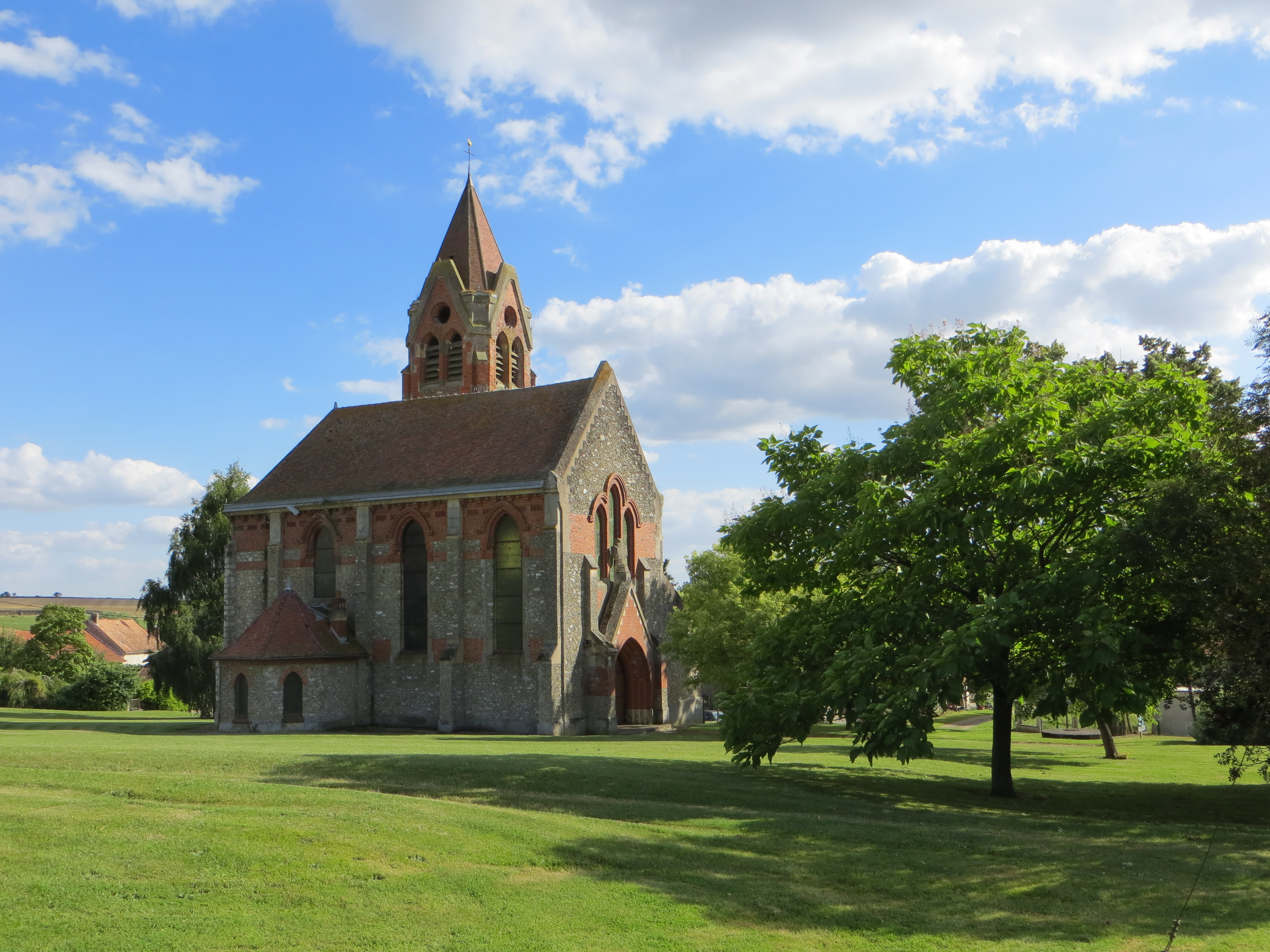
Kirche Saint-Gengoulph
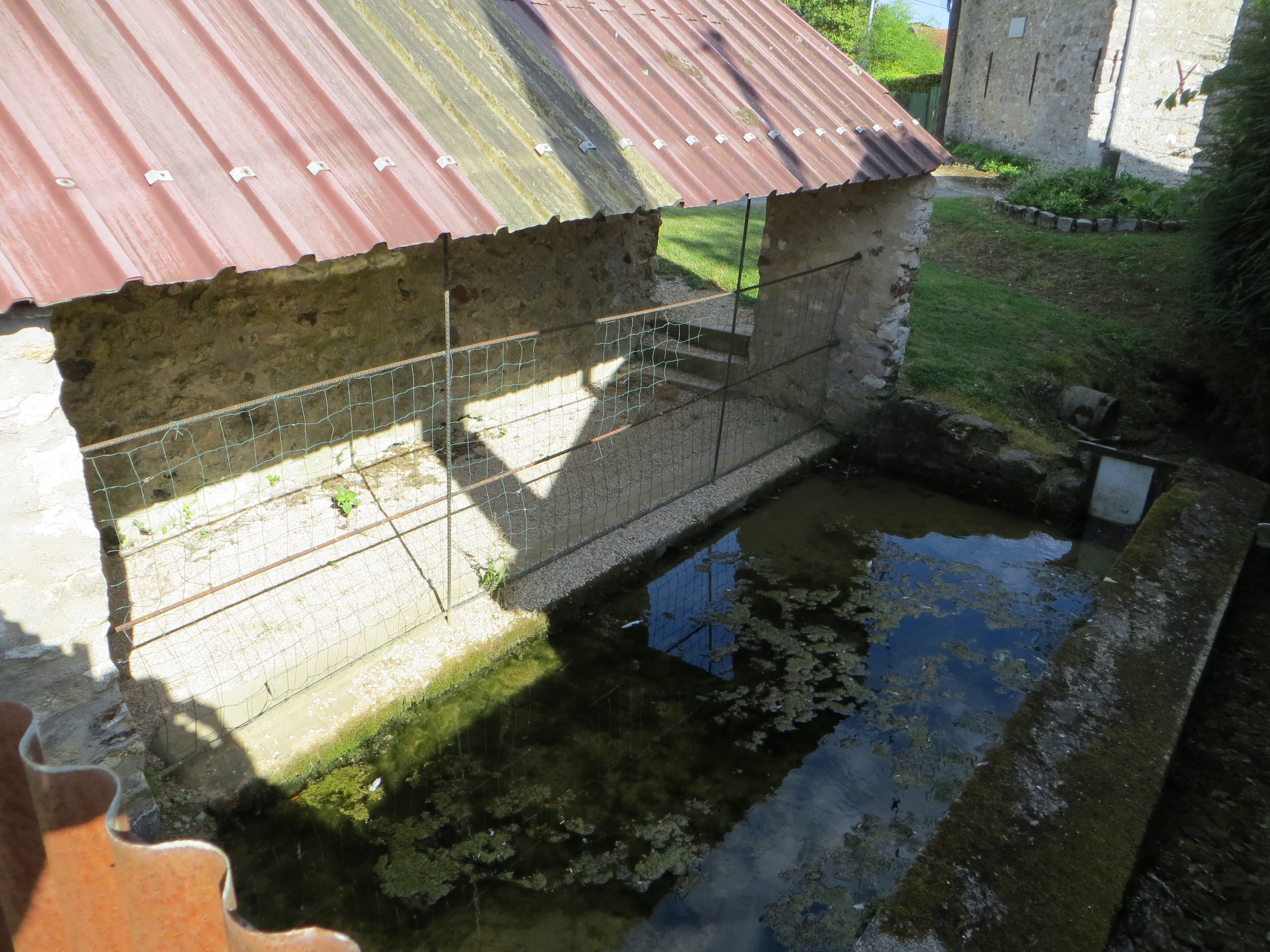
Lavoir

- Kirche Saint-Gengoulph
- Ehemaliges öffentliches Waschhaus (Lavoir)